# Xestomnaster brevis
Xestomnaster brevis är en stekelart som beskrevs av Huang 1990. Xestomnaster brevis ingår i släktet Xestomnaster och familjen puppglanssteklar. Inga underarter finns listade i Catalogue of Life.